# EL-JiE'
 (février 2025).
 (février 2025).
- Si vous ne connaissez pas le sujet, laissez ce bandeau (vous pouvez alors contacter les auteurs).
- Si vous supprimez le contenu mis en cause (vous pouvez préalablement contacter les auteurs),

argumentez précisément cette suppression dans la page de discussion
(un manque de référence n'est pas un argument ; une recherche réelle de référence doit avoir été effectuée, être formellement documentée).
 (février 2025).
Si vous disposez d'ouvrages ou d'articles de référence ou si vous connaissez des sites web de qualité traitant du thème abordé ici, merci de compléter l'article en donnant les références utiles à sa vérifiabilité et en les liant à la section « Notes et références ».
 (février 2025).
La mise en forme du texte ne suit pas les recommandations de Wikipédia : il faut le « wikifier ».
Les points d'amélioration suivants sont les cas les plus fréquents :
- Les titres sont pré-formatés par le logiciel. Ils ne sont ni en capitales, ni en gras.
- Le texte ne doit pas être écrit en capitales (les noms de famille non plus), ni en gras, ni en italique, ni en « petit »…
- Le gras n'est utilisé que pour surligner le titre de l'article dans l'introduction, une seule fois.
- L'italique est rarement utilisé : mots en langue étrangère, titres d'œuvres, noms de bateaux, etc.
- Les citations ne sont pas en italique mais en corps de texte normal. Elles sont entourées par des guillemets français : « et ».
- Les listes à puces sont à éviter, des paragraphes rédigés étant largement préférés. Les tableaux sont à réserver à la présentation de données structurées (résultats, etc.).
- Les appels de note de bas de page (petits chiffres en exposant, introduits par l'outil «  Source ») sont à placer entre la fin de phrase et le point final[comme ça].
- Les liens internes (vers d'autres articles de Wikipédia) sont à choisir avec parcimonie. Créez des liens vers des articles approfondissant le sujet. Les termes génériques sans rapport avec le sujet sont à éviter, ainsi que les répétitions de liens vers un même terme.
- Les liens externes sont à placer uniquement dans une section « Liens externes », à la fin de l'article. Ces liens sont à choisir avec parcimonie suivant les règles définies. Si un lien sert de source à l'article, son insertion dans le texte est à faire par les notes de bas de page.
- La présentation des références doit suivre les conventions bibliographiques. Il est recommandé d'utiliser les modèles {{Ouvrage}}, {{Chapitre}}, {{Article}}, {{Lien web}} et/ou {{Bibliographie}}. Le mode d'édition visuel peut mettre en forme automatiquement les références.
- Insérer une infobox (cadre d'informations à droite) n'est pas obligatoire pour parachever la mise en page.

Pour une aide détaillée, merci de consulter Aide:Wikification.
Si vous pensez que ces points ont été résolus, vous pouvez retirer ce bandeau et améliorer la mise en forme d'un autre article.
EL-JiE' peintre surréaliste, né à Jette le 26 novembre 1946, dans la maison du peintre Jettois Alfred Pietercelie, membre du groupe JECTA. Très jeune, EL-JiE' reçoit un enseignement et subit l'influence de Pietercelie et de Mr. Lyon (artiste peintre jettois, proche de la famille de EL-JiE') dont il reçoit sa première boite de peintures à l'huile à l'âge de 8 ans.
EL-JiE' a eu plusieurs périodes, science fiction, montagne, portraitiste, marine, animalier...
EL-JiE' s'est essayé également à la photographie, la sculpture et à l'écriture d'un roman (policier) et de nouvelles, ainsi qu'à l'écriture de plusieurs syllabi.
1. Syllabus pour la police Essai de synthèse et de classification des drogues (1979).

Syllabi de cours de navigations BRYC (Bruxelles Royal Yacht Club).
1. Initiation au matelotage (Plaisance diffusion S.C.R.I.)
2. Initiation aux manœuvres... barres, moteur, amarres, mouillage
3. Technologie du yacht
4. Exercices illustrés de nomenclature et technologie du yacht
5. Cours sur l'étiquette marine
6. Initiation élémentaire aux usages, coutumes et règlements de navigation, (syllabus d'apprentissage par le dessin pour l'école de voile légère du BRYC).

## Biographie
Lucien étudie les arts décoratifs à l'Institut Supérieur Saint-Luc à Saint-Gilles (Bruxelles).
En 1963 il crée un personnage de bande dessinée, Monsieur 'Mac Cordel' pour un périodique du  'SPELEO CLUB OLIFANT'.
Créateur publicitaire d'agences de 1965 à 1973 pour: Dechy Publicité, Gaston Clément, Promovente, Dyna- Publicité.
Illustrateur de nombreux ouvrages pour des maisons d'édition : Leempoel, Ciné Télé Revue, Femme d'aujourd'hui.
Développe en 1973, en collaboration avec un chimiste belge (Mr Hougardy), une nouvelle technique de gravure sur aluminium : l'alugraphie.
Collabore à la mise au point d'une technique de reproduction mécanique sur presses offset, de graphismes au crayon gras, inspiré de la lithogravure.
Édite en 1974 un recueil de ses poèmes, illustré par des tableaux. Présente en 1974 dans les locaux des studios Élysée la première exposition d'œuvres pour la Belgique par le système audio‑visuel.
1975 Illustrations pour un livre des Éditions 'RECTO VERSO' de science fiction de Bernard GOORDEN 'Idés et autres'
Il a été sélectionné en 1978 par la commission artistique de la société des transports intercommunaux de Bruxelles, afin de réaliser une fresque monumentale dans une station de métro à Jette (Bruxelles), station qui ne fut jamais construite par la STIB
Membre fondateur du groupe d'arts "Groupe Aleph", qui prônait le retour à une technique rigoureuse au service de l'idée. Le Groupe Aleph était composé de cinq amis venus d'horizons divers, ils étaient tous dessinateurs, quelques-uns peintres ou sculpteur. Dans un décor qui n'appartient pas à la filière classique des expositions, "La Fleur en Papier Doré", chère à Magritte et à d'autres surréalistes. Ils affichaient leurs œuvres et confrontaient leurs idées.

### Ce qu'exprimait EL-JiE'
« La peinture a revêtu pour moi une importance particulière à une époque de ma vie où ma carrière a pris un tournant significatif. (lorsque l'artiste est entré à la police il a été confronté à une certaine misère humaine, il affirmait alors qu'il voulait peindre pour clarifier son esprit).
Ayant abandonné le domaine de la publicité, il était clair que je ne pouvais pas vivre sans dessiner.
Ainsi, je me suis passionnément lancé dans la peinture et les expositions.
L'art m'a offert l'opportunité d'explorer pleinement un monde intérieur surréaliste, le mien, que j'ai découvert progressivement, distinct de celui du nouvel environnement professionnel totalement irréaliste qui, initialement, m'a poussé au découragement, étant à des années-lumière de l'art.
À travers la peinture, j'ai enfin saisi la portée de l'enseignement reçu pendant mes études artistiques aux Arts décoratifs de St-Luc. »

## Parcours
1974 :
- Studios d'enregistrement Élysée à Ixelles. première exposition pour la Belgique par le système audio-visuel (16 écrans).

1975 :
1. Exposition de groupe au Centre culturel de Kraainem.

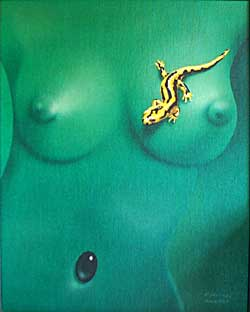
Fascination, médaille d'argent 1976

2. Exposition de groupe à la Convention Internationale de science‑fiction et de fantastique à Bruges.
3. Médaille d'Or au concours de l'exposition 'Art pour Tous' avec 'Le petit prince oublié' (salons du Heysel)

1976 :

Le petit prince oublié, médaille d'or 1975.

1. Exposition du Groupe ALEPH à la Galerie «La Fleur en Papier Doré» à Bruxelles.
2. Exposition du Groupe ALEPH à la Galerie Le Miroir à Jette.
3. Médaille d'Argent de l'exposition 'Art pour Tous' avec 'Fascination'. Prix de l'évolution pour l'ensemble de son œuvre (salons du Heysel)

1977 :
1. Exposition de groupe à la Galerie «La Fleur en Papier Doré» à Bruxelles.
2. Exposition personnelle à la Galerie Le Miroir.
3. Exposition personnelle au Club Bitch à Ixelles.

1978 :
1. Exposition personnelle à la Galerie Le Miroir à Jette.
2. L'artiste a été sélectionné par une commission artistique de la société des transports intercommunaux de Bruxelles, parmi une centaine de concurrents, pour réaliser une fresque monumentale dans une station de métro à Jette, station qui ne fut jamais construite.

1979:
Exposition personnelle à la Galerie Le Miroir à Jette.
1980 :
Galerie Estro‑Armonico à Antwerpen.
1981 :
Galerie Le Belon à Antwerpen.
1982
Exposition personnelle à la galerie Le pré aux sources à Woluwé St Lambert.
1983
Exposition personnelle à la galerie "La Fleur en Papier Doré" à Bruxelles.
1984
Exposition personnelle Le pré aux sources à Woluwé St Lambert.
1985
1. Exposition de groupe à l'Art-Club.Exposition avec son élève Stéphane Swolf à la galerie " Le miroir " à Jette.
2. De 1986 à 2002, arrête d'exposer pour se consacrer à l'écriture, à la défense de la langue Bruxelloise, à la création de sites web, au yachting et à l'enseignement de la navigation.

2004 exposition avec son élève Stéphane Swolf à la galerie "arlecchino" à Esneux.

## Prix
1975 Médaille d'or au concours de l'exposition 'Art pour Tous' avec 'Le petit prince oublié'
1976 Médaille d'argent de l'exposition 'Art pour Tous' avec 'Fascination'. Prix de l'évolution pour l'ensemble de son œuvre (salons du Heysel)
1978 l'artiste a été sélectionné par la commission artistique de la Société des transports intercommunaux de Bruxelles, parmi une centaine de concurrents, pour réaliser une fresque monumentale dans une station de métro à Jette, station qui ne fut jamais construite.

## Critiques

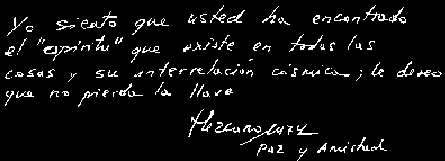

"Je sens que vous avez trouvé l'esprit qui existe en toute chose et son inter-relation cosmique; je vous souhaite de ne pas en perdre la clef.
Lezcano 1974
Paix et amitié"
(poète et écrivain de Science fiction, Francisco LEZCANO )
Paix et amitié" et comme souvent, l'homme varie, le peintre, lui aussi varie. Influençable en diable, mais toujours à la recherche du mieux. Le meilleur est toujours à venir...  Fred Gilîssen (Europe n' 1)
... un artiste ardent, soigneux, amoureux du métier, propre et méticuleux et plein, au surplus, d'une imagination qui ne cesse de déborder ...  Stéphane Rey (L’Écho de la Bourse)
... Je sens que vous avez trouvé l'esprit qui existe dans toutes les choses et son inter‑relation cosmique; je vous souhaite de ne pas en perdre la clef ...  Lezcano (peintre et écrivain)
... Lucien Janssens, ou le chainon manquant entre le fantastique, la poésie surréaliste et la science‑fiction ... Poëta Tristan (écrivain)
... Arts pour Tous 1975: le meilleur peintre du salon ... (Nouvelle Gazette de Charleroi)
... Very very good; one of the best exhibitions I have seen for a long time; he should really try a career as a professional illustrator, he could find a lot of work, he certainly has the skin. Rowland S. W. Henning (The Mirror)
... Lucien Janssens est un excellent illustrateur, imaginatif, porté d'instinct vers le surréalisme. Alain Viray journaliste, critique d'art
... Une grande qualité technique mise au service de l'étrange, ce qui est bien dans la lignée des grands surréalistes qu'il aime. M.S. La Cité
Les œuvres de Lucien Janssens sont toutes inspirées du fantastique et du merveilleux. On y voit de jeunes femmes étranges portant au front pierre précieuse ou pelage de fauve ou, entre les seins, papillons symboliques et mordorés. Ondine, Auster, Apatura et autres beautés mystérieuses nous apportent le charme un peu sophistiqué de leurs rêveries et de leurs fascinations. Tout cela est très adroitement fait, original et sympathique.
Thomas Owen (écrivain)
... L'amour pour la nature mène à l'âme des choses et des êtres, la peinture de L. Janssens en est la projection et l'épanouissement.
V. Nellens (poète)
C'est agréable pour un professeur de se mettre à l'école d'un ancien élève.  F.V. (professeur de dessin à St. Luc)

## Œuvre volée
Rançon d'un certain succès, cette toile, une des dernières de l'époque de 1985, fut volée ou plutôt "empruntée définitivement" et jamais rendue par une galeriste indélicate. Des années plus tard, l'artiste retrouva une reproduction de petite taille sous forme d'imprimé offset encadré, à l'étalage d'un "antiquairaillon" à St. Josse-Ten-Noode Bruxelles.
Interrogé par les soins de l'artiste, l'escroc assura que l'auteur de cette toile authentique, un peintre très célèbre, venait de mourir, une affaire à saisir... pauvre de lui, mourir si jeune !
Chaterie (acrylique sur toile plyex, 1985, 50x60cm)

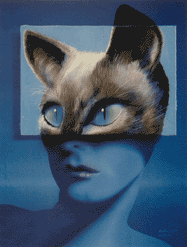

## Illustrations de livres (en cours d'archivage)
1983: "Mémoire d'un autre" de Boris Ollers, édition La Rose de Chêne
2006: "Sorkim Jack et La Prophétie de Tsapa" de Jacques Riendeau